# Minchia Sabbry!
Minchia Sabbry è il primo romanzo del 2000 della comica torinese Luciana Littizzetto.

## Contenuti
La forma è quella di un diario scolastico, dove "Sabbry" annota esperienze, foto, battute e altro. 
L'autrice fin dal titolo ha dedicato una particolare attenzione al linguaggio della protagonista, nel quale si può notare la contaminazione di siciliano e calabrese con l'italiano tipica di molti torinesi di origine meridionale. Ironicamento il quotidiano Libero affermò che per questa ed altre sue opere Littizzetto si sarebbe meritata un posto poco dopo Primo Levi e poco prima del filosofo John Locke. È stato osservato che i vari personaggi femminili della prima produzione di Littizzetto possono essere considerati riproposizioni della figura di Lolita calate nella realtà della periferia torinese.

## Edizioni
- Luciana Littizzetto, Minchia Sabbry!, collana Hellzapoppin, Zelig, 2000],  p. 234, ISBN 88-88666-41-9.